# 호프타운

호프타운

호프타운(영어: Hope Town)은 바하마의 구로 아바코 제도에 위치한다. 이 지역의 인구는 2010년에 458명이었다.
골프 카트는 주요 운송 수단이며, 해당 지역의 대부분의 물품은 매주 바지선으로 가져온다. 호프타운에서는 시내 중심가에 자동차나 골프카트를 통행할 수 없다. 자전거와 도보만 허용된다. 이러한 법이 엄격하게 시행되지는 않지만 호프타운의 많은 거리는 골프 카트 통행을 허용할 만큼 넓지 않거나 일반 대중에게 차단되어 있다. 자동차와 골프 카트는 도시 외곽에서 허용된다. 건설되는 모든 건물은 도시 계획의 재량에 따라 바하마 건축 양식을 준수해야 한다. 희망타운 지구협의회의 소재지는 희망타운에 있으며, 대부분의 회의가 이곳에서 개최된다.